# ルドルフ・スメント
カール・フリードリヒ・ルドルフ・スメント（独: Carl Friedrich Rudolf Smend、1882年1月15日 − 1975年7月5日）は、ドイツの法学者、教会法学者である。統合理論（独: Integrationslehre）を提唱したことで知られる。スイス、バーゼル出身。

## 生涯

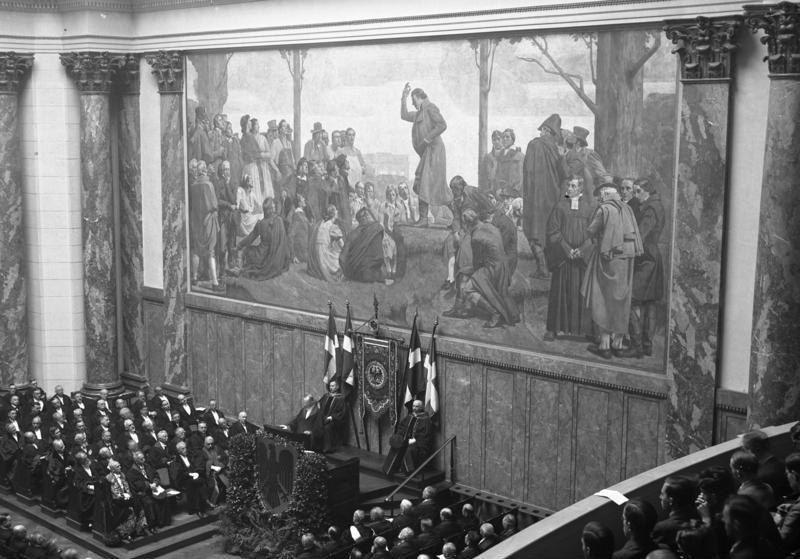
ベルリン大学での帝国の祭典時のルドルフ・スメント教授（1933年1月）

ルドルフ・スメントは、神学教授の同名の父であるルドルフ・スメントの息子であって、1900年からバーゼル大学、ベルリン大学、ボン大学、そしてゲッティンゲン大学で学び始めた。1904年、スメントは、ゲッティンゲンにおいて、1850年のプロイセン憲法のベルギー憲法（1831年）に対する関係に関する学位論文を完成させた。スメントは、帝国最高法院（Reichskammergericht）に関する著作でもって、1908年にキール大学にてアルベルト・ヘーネルの下で教授資格を取得した。
1909年に、スメントは、グライフスヴァルト大学において助教授に任命された。1911年に、テュービンゲン大学において、正教授に任命されたのであった。1915年に、スメントは、ボン大学へと移り、そして、1922年には、ベルリン大学に招聘された。この時期に、スメントは、共和国に敵対的なドイツ国家人民党の党員であった。しかし、他の党員とは反対に、生じつつあった国家社会主義に対しては距離を取っていた。1935年に、スメントのベルリン大学のポストをナチス親衛隊の法学者であるラインハルト・ヘーヘンの任命のために空けようとする科学教育民衆教育省の圧力に対して、スメントは、ゲッティンゲン大学への招聘を受け入れざるを得なかった。ゲッティンゲン大学に、スメントは、終生とどまった。
第二次世界大戦後、スメントは、ゲッティンゲン大学の戦後最初の学長となり、そして、教授活動や研究活動の素早い再開に重要な寄与を果たした。1945年10月に、大学における神学の代表者として、スメントは、シュツットガルト罪責宣言に署名した。1944年から1949年まで、スメントは、ゲッティンゲン科学アカデミーの総裁の職に就いていた。スメントの提案に基づいて、1946年に、ゲッティンゲンにおいて、ドイツ福音主義教会教会法研究所（Kirchenrechtliches Institut der Evangelischen Kirche in Deutschland）が創設され、その研究所の初代所長がスメントであった。1951年の定年退職後は、教会法の講座を1965年まで続けていた。国家理論と憲法理論に関する講座に至っては、1969年まで続けていた。
スメントは、四つの名誉博士号を授与され、二つの記念論文集が献呈されている。スメントは、1948年の公法雑誌（Archivs des öffentlichen Rechts）の再開における編者であり、1951年には、福音主義教会法雑誌（Zeitschrift für evangelisches Kirchenrecht）の共同創刊者となった。1946年から1955年には、ドイツ福音主義教会の常議員会（Rat）に属していた。

## 学問的活動
ルドルフ・スメントの学問的活動は、初期の国制史や法制史の著作の後には、もっぱら、国家と教会という二つの大きな対象に捧げられている。その際に、1945年以前に中心に在ったのが国法と憲法であった。その後、教会法にも熱心に取り組んだのであった。スメントの主著とみなされているのが、『憲法と憲法法（Verfassung und Verfassungsrecht）』（1928年）である。その著作において、スメントは、特に統合理論を根本的に際立たせた。その際にスメントにとって重要であったのが、規範的な演繹の基礎ではなく、社会学的で精神科学的な認識の基礎に基づいて描かれるべき国家理論を発展させることであった。スメントは、国家の基礎に国家を個人の生の過程の相互作用の上に築かれた精神的実在として理解する社会理論を置いた。更に、スメントにとって重要であるのは、国法上の基礎概念を新たに捉え、そして、その際に国家の生のプロセスの動態的・弁証法的性格を強調することであった。憲法は、スメントの統合理論においては、国家という統一体のための機能とみなされている。国家機関と国家権力は、静止した実体ではなく運動する諸力として理解される。
スメントは、支配の感情的な源泉、それゆえ例えば国旗、国歌、紋章、言語あるいは歴史的関連の意義と効果に取り組んだ。それらの源泉は、社会的、宗教的、あるいは世界観上の境界を越えて統合し得るものである。スメントは、立法と司法にそのような統合効果があると思うことはほとんどなかった。立法と司法は専門家のためのものであるとされ、しかし、幅広い住民層において、拘束力を示さないとされている。国家の式典、象徴、儀式へのスメントの取組みにおいて、スメントのキリスト教的・福音主義的背景を認識することができ、その取組みは、特定の表象、行為、形式的同一性を越えて作り出されたキリスト教的な体験共同体によって影響を受けている。
スメント学派の有名な支持者として、とりわけ、徐道鄰（Hsü Dau-Lin）、ウルリヒ・ショイナー、ホルスト・エームケ、コンラート・ヘッセ、ペーター・ヘーベルレが挙げられる。政治学の領域においては、ヴィルヘルム・ヘンニスが挙げられる。統合理論の絶えざる有益性は、スメント学派の学者の見解によると、その理論が法実証主義と規範と現実の解体を克服し、それにより新たな研究分野を開拓していることに基づいている。統合理論の絶えざる有益性は、スメント学派の学者の見解によると、その理論が法実証主義と規範と現実の解体を克服し、それにより新たな研究分野を開拓していることに基づいている。
スメントのテーゼは、特に実証主義の側から、概念の不明確性、内容的な価値観念と尺度との法概念の結びつきに関して批判されている。統合理論は、国家的統合プロセスの固有の価値法則を強調する限りで、急進的で政治的な内在思想のモデルとして批判されている。更に、統合理論は、法の固有の意義を過小評価するものとされている。統合理論が国家理論とみなされる限り、統合理論は、一義的でなく断片的なものと批判される。
スメントは、統合理論を用いて、いわば、同じく1928年に出版したスタンダードワークである『憲法理論（憲法論）』において主張されたカール・シュミットの決断主義理論の学問上の対極を示している。この対立する思想と研究の端緒から発展した学派は、ドイツ連邦共和国の国法の議論において、1970年代に至るまで注目を引くものであったのであり、それどころか今日に至るまで、程度は劣るものの注目を引いているのである。
ルドルフ・スメントの学問上の遺稿は、Niedersächsische Staats- und Universitätsbibliothek Göttingenに保管されている。

## 邦訳著作
- 永井健晴訳『憲法体制と実定憲法 秩序と統合』（風行社、2017年）